# Kitty van der Mijll Dekker
Kitty van der Mijll Dekker (geboren 22. Februar 1908 in Jogyakarta, Provinz Lampung, Sumatra, Niederländisch-Indien; gestorben 6. Dezember 2004 in Nijkerk) war eine niederländische Textilkünstlerin. 

## Leben
Catharina Louisa (Kitty) van der Mijll Dekker besuchte von 1917 bis 1925 die Schule in Den Haag und unternahm in Anschluss Reisen in die Schweiz, nach England und in die USA. Sie begann ein Kunststudium an der Hornsey School of Art in London und studierte von 1929 bis 1932 in der Webwerkstatt des Bauhauses in Dessau. Sie legte 1931 die Gesellenprüfung ab und erhielt 1932 das Bauhausdiplom. 
Dekker richtete sich in Nunspeet ein Atelier für Handweberei ein und kooperierte mit der benachbarten Weberin Greten Kähler und deren Mann Hermann Fischer. Zwischen 1935 und den 1960er Jahren arbeitete sie als Textildesignerin für die Wäschefabrik E.J.F. van Dissel Eindhoven. Bei der Mailänder Triennale erhielt sie 1933 eine Silbermedaille für Cellophanstoffe, 1935 wurde sie bei der Brüsseler Weltausstellung ausgezeichnet, 1937 bei der Pariser Weltfachausstellung. Sie erhielt ab 1938 wiederholt Aufträge für Dekorationen offizieller Anlässe aus dem niederländischen Königshaus. 1950 heirateten sie und Hermann Fischer. Von 1934 an bis zum Jahr 1979 unterrichtete Dekker an der Instituut voor Kunstnijverheidsonderwijs in Amsterdam, die spätere Gerrit Rietveld Academie. Sie war Mitglied in der Künstlervereinigung Architectura et Amicitia.
Im Jahr 2007 wurde im Tilburger TextielMuseum eine Ausstellung ihrer Werke durchgeführt.

## Würdigung
Bernd Wiesemanns Bauhaus-Suite für Kinderklavier von 1994 enthält ein Stück mit dem Titel Portrait von Kitty Fischer.